# Mochnate
Mochnate is een plaats in het Poolse district  Hajnowski, woiwodschap Podlachië. De plaats maakt deel uit van de gemeente Hajnówka en telt 350 inwoners.